# برنز (نام خانوادگی)
برنز (Burns) ممکن است به یکی از موارد زیر اشاره داشته باشد:
- کنراد برنز
- لوسی برنز
- آر. نیکلاس برنز
- ویلیام برنز
- الن برنز
- بروک برنس
- دیوید برنز (بازیگر)
- ادوارد برنز
- جرج برنز
- کن برنز
- مریلین برنز
- ریک برنز
- رابرت برنز
- مگان برنز
- مایک برنس (بازیکن فوتبال)
- ناتان برنز
- تامی برنز
- جرج بارنز
- اورسولا برنز
- امیلی رابیسن
- بورن گورمن